# Knives Out (canção)
"Knives Out" é o segundo single do álbum de 2001 Amnesiac, da banda britânica Radiohead. Atingiu o 13º lugar no top britânico de vendas em Agosto de 2001. A canção-tema "Knives Out" começou a ser gravada ainda durante as sessões de preparação do álbum Kid A, mas tendo demorado 373 dias a concluir, acabou por ser incluída em Amnesiac.

## Faixas

### Parte 1
1. "Knives Out" – 4:17
2. "Cuttooth" – 5:24
3. "Life in a Glasshouse" (Full length version) – 5:06

### Parte 2
1. "Knives Out" – 4:17
2. "Worrywort" – 4:37
3. "Fog" – 4:05

### Parte 3
1. "Knives Out" – 4:17
2. "Worrywort" – 4:37
3. "Fog" – 4:04
4. "Life in a Glasshouse" (Full length version) – 5:06

### USCD
1. "Knives Out" – 4:17
2. "Cuttooth" – 5:24
3. "Life in a Glasshouse" (Full length version) – 5:06
4. "Pyramid Song" (Enhanced Video) – 5:05